# Paul von Wunderlich

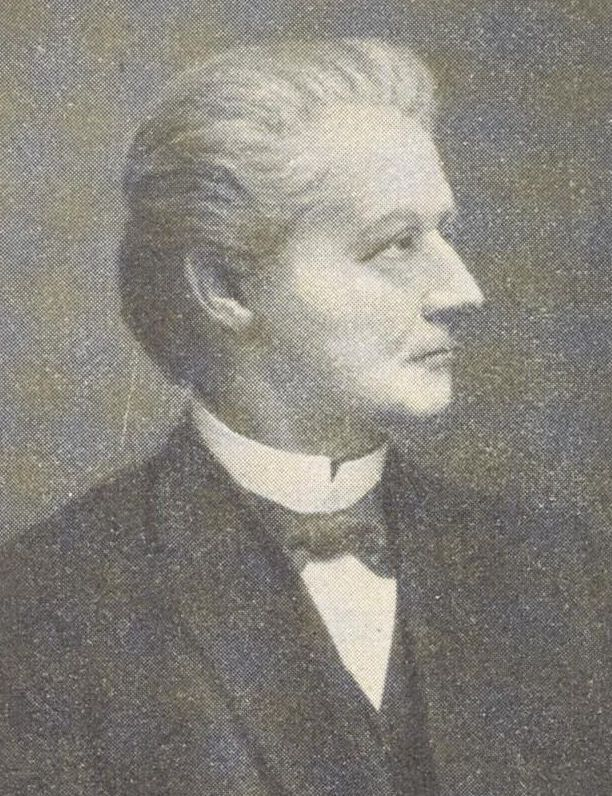
Paul von Wunderlich

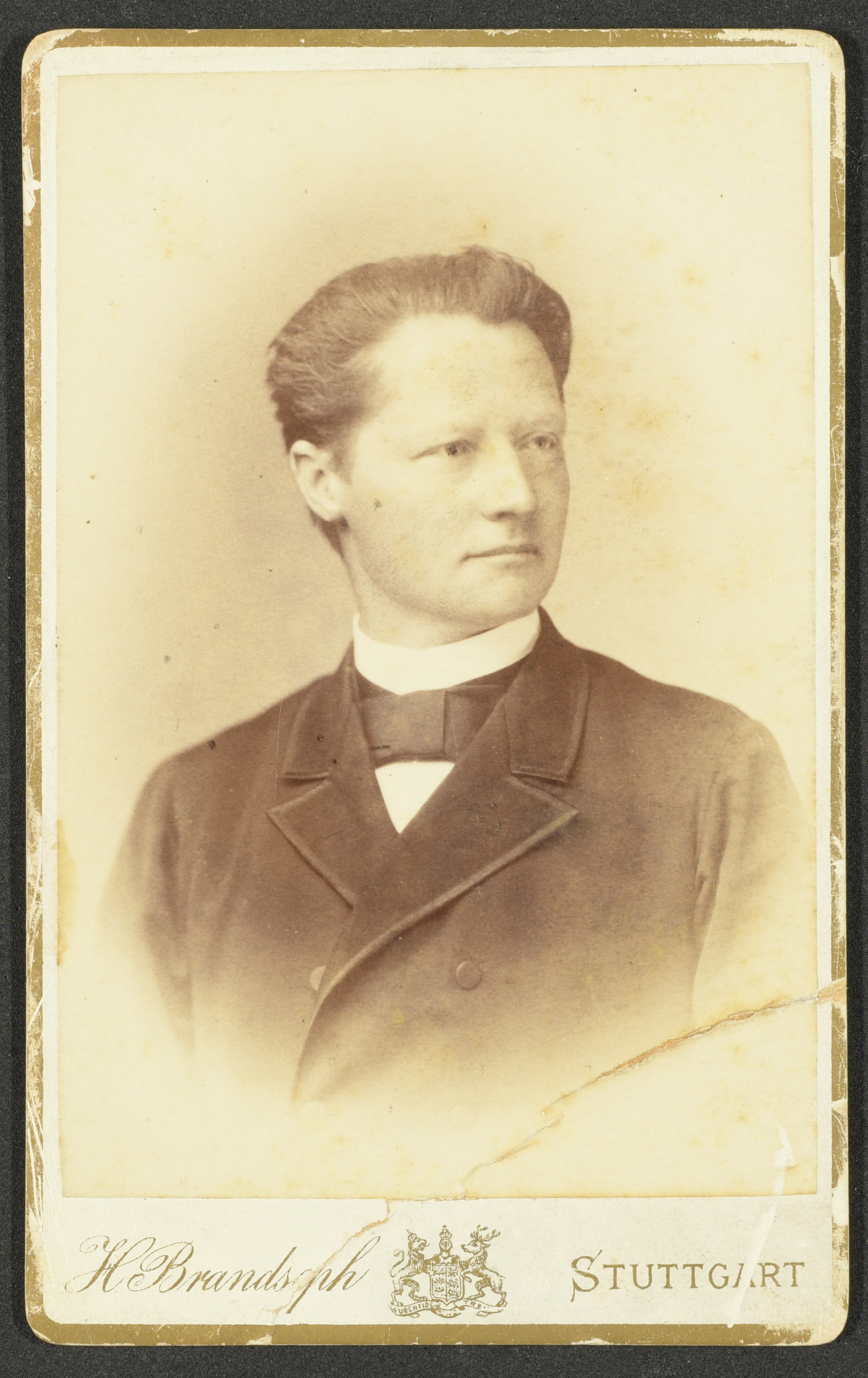
Paul Wunderlich, ca. 1880

Paul Karl August Wunderlich, ab 1904 von Wunderlich, (* 17. Juni 1844 in Stetten im Remstal; † 21. Februar 1930 in Cannstatt) war ein deutscher lutherischer Theologe. 

## Familie
Paul Wunderlich war der Sohn des Direktors der Anstalt Stetten und späteren Pfarrers in Pfullingen und Bondorf Reinhold Wunderlich (1808–1879) und der Charlotte Karoline Ehrhardt (1818–1888). 1874 heiratete er Elisabeth Perret (1846–1927), mit ihr hatte er drei Kinder. 

## Beruf
Wunderlich studierte Evangelische Theologie an der Universität Tübingen. Während seines Studiums wurde er 1862 Mitglied der burschenschaftlichen Tübinger Königsgesellschaft Roigel. 1874 bis 1886 arbeitete er als Helfer und Bezirksschulinspektor in Waiblingen und Cannstatt, bevor er 1887 zweiter Stadtpfarrer in Cannstatt wurde. 1891 ging er als Oberkonsistorialrat zum Evangelischen Konsistorium nach Stuttgart. Von 1902 bis 1912 war er Prälat und Generalsuperintendent von Heilbronn. 1912 trat er in den Ruhestand und lebte in Cannstatt.

## Politik
Die Generalsuperintendenten der Evangelischen Landeskirche waren Kraft Amtes privilegierte Mitglieder der Zweiten Kammer des württembergischen Landtags. Paul von Wunderlich trat nach seiner Ernennung in Heilbronn deshalb auch in den Landtag ein. Er übte das Amt bis 1906 aus.

## Auszeichnungen
- 1889: Jubiläumsmedaille
- 1898: Ritterkreuz 1. Klasse des Friedrichs-Ordens
- 1909: Kommenturkreuz 2. Klasse des Friedrichs-Ordens
- 1904: Ehrenkreuz des Ordens der Württembergischen Krone, welcher mit dem persönlichen Adelstitel (Nobilitierung) verbunden war.
- 1912: Kommenturkreuz des Ordens der Württembergischen Krone
- 1916: Wilhelmskreuz